# Мелехово (Ивановская область)
Мелехово — село в Приволжском районе Ивановской области, входит в состав Ингарского сельского поселения.

## История
В 1981 году Указом Президиума Верховного Совета РСФСР посёлок строителей Костромской ГРЭС переименован в Мелехово.

## Население
| 2010 |
| ---- |
| 27   |

## Инфраструктура
Действовала станция Красинское, сейчас непассажирская станция

## Транспорт
Автомобильный и железнодорожный транспорт.